# Roberto Schmidt
Roberto Schmidt, né le 16 juillet 1962 à Sierre (originaire de Guttet-Feschel et Loèche), est une personnalité politique suisse, membre du Parti démocrate-chrétien puis du Centre.
Il est conseiller national de fin 2015 à juin 2017 et conseiller d'État de 2017 à 2025, à la tête du Département des finances et de l'énergie.

## Biographie
Roberto Schmidt naît le 16 juillet 1962 à Sierre. Il est originaire de deux autres communes du district de Loèche, Guttet-Feschel et Loèche. Il est le fils de Rudolf Schmidt et d'Élisabeth Schmidt-Bregy, originaire de Steg. Il a deux sœurs et un frère.
Après son école obligatoire à Loèche, il obtient sa maturité de type B (latin-anglais) en 1982 à Brigue, puis une licence en droit en 1987 à l'Université de Fribourg,.
Il exerce de 1988 à 2015 la profession de juriste dans l'administration cantonale valaisanne.
Il accompagne chaque année des malades à Lourdes en tant que brancardier bénévole et dirige des chorales et des fanfares depuis ses 19 ans. Il joue de l'euphonium.
Il habite Loèche.
Il est marié à Christa Schmidt-Gottet depuis 2010. Il a une fille, née en 1989.

## Parcours politique
Il est membre du Parti chrétien-social du Haut-Valais, affilié au Parti démocrate-chrétien.
Entre 2000 et 2004, il est conseiller communal de la commune de Loèche, puis président de cette commune depuis 2004.
De 2007 à 2011, il est conseiller national valaisan. Il perd son siège au profit de Mathias Reynard en 2011, mais est à nouveau élu en 2015.
Le 19 mars 2017, il est élu conseiller d’État du canton du Valais. Il reçoit le département des finances et de l’énergie. Il est remplacé au Conseil national par Thomas Egger.
Il est réélu au Conseil d'État le 28 mars 2021 avec le meilleur score de tous les candidats. Il annonce en octobre 2024 qu'il ne se représentera pas en mars 2025 pour un troisième mandat,,.